# Мозес, Виктор
Ви́ктор Мо́зес (англ. Victor Moses; род. 12 декабря 1990, Лагос) — нигерийский и английский футболист, полузащитник.
Родился в Нигерии, в раннем возрасте перебрался в Англию. Тренировался в академии «Кристал Пэлас». На взрослом уровне подписал соглашение с «Кристал Пэлас», выступавшим в то время в Чемпионшипе. В 2010 году перешёл в «Уиган», в составе которого дебютировал в Английской Премьер-Лиге. В 2012 году он был продан в лондонский «Челси», однако не сумел закрепиться в основном составе и вскоре был отправлен в годичную аренду в «Ливерпуль», с 2005 по 2010 играл в составе молодёжных сборных англичан, с 2012 защищал цвета Нигерии. Победитель Кубка африканских наций 2013 года, участник чемпионатов мира 2014 и 2018 годов.

## Ранние годы
Виктор Мозес родился в Нигерии в семье христианского пастора. В возрасте 11 лет лишился родителей, они были убиты во время религиозных беспорядков в Кадуне, когда бунтовщики ворвались в их дом. Игравший в футбол на улице Виктор спасся. Его спрятали друзья, а затем родственники оплатили его поездку в Великобританию и обратились с просьбой о предоставлении ему убежища. Он был помещён в приёмную семью в Южном Лондоне, поступил в Среднюю техническую школу Стэнли (ныне Академия Харриса) в Южном Норвуде. Скауты «Кристал Пэлас» заметили Виктора, когда тот играл в футбол в местной лиге Тандриджа за «Космос 90», а стадион «Селхерст Парк» находился всего в нескольких улицах от его школы.
Зачислив в академию, «Кристал Пэлас» перевёл его в платную школу Уитгифта в Кройдоне, где бывший игрок «Арсенала» и «Челси» Колин Пейтс тренировал школьную футбольную команду.

## Клубная карьера

### «Кристал Пэлас»
В молодёжной команде «Кристал Пэлас» Виктор забил 50 голов за сезон, а с командой Уитгифта выиграл Кубок Англии среди школьников, забив все пять безответных мячей в финале против команды из Гримсби. Тогда его игра произвела настоящий фурор и уже в 14-летнем возрасте Виктора заметили скауты богатых клубов из Премьер-лиги. Но стоит отдать должное Мозесу — он всегда помнил, что для него сделал «Кристал Пэлас» и без вопросов подписал контракт именно с этим клубом, когда стал совершеннолетним.
В «Кристал Пэласе» Мозес дебютировал 6 ноября 2007 года в возрасте 16 лет в матче против «Кардифф Сити» (1:1), выйдя на замену вместо ещё более молодого таланта — Джона Бостока. Первый свой мяч забил в ворота «Вест Бромвич Альбион» уже зимой 2008 года. В общей сложности Мозес сыграл 16 матчей в сезоне 2007/08, когда «Пэлас» вышел в плей-офф чемпионата, где проиграл «Бристоль Сити». В конце сезона он подписал новый контракт с клубом.
Мозес дважды забил в 32 матчах сезона 2008/09, но «Кристал Пэлас» провёл неудачный сезон и занял 15-е место. В сезоне 2009/10 Виктор забил шесть мячей в восьми матчах, но «Пэлас» в этом сезоне испытывал огромные финансовые проблемы.

### «Уиган Атлетик»
В последний день зимнего трансферного окна января 2010 года, Мозес за 2,5 млн фунтов стерлингов перешёл в «Уиган Атлетик». Он дебютировал 6 февраля 2010 года, выйдя на замену в матче против «Сандерленда», матч закончился со счётом 1:1. 20 марта 2010 года, Мозес вышел на замену в матче против «Бернли». Свой первый гол за «Уиган Атлетик» ему удалось забить 3 мая 2010 года против «Халл Сити». После ухода Шарля Н’Зогбия, Мозес стал регулярным основным игроком «Уиган Атлетик» в сезоне 2011/12. 10 декабря 2011 года, он забил свой первый гол в сезоне против «Вест Бромвич Альбион».

### «Челси»

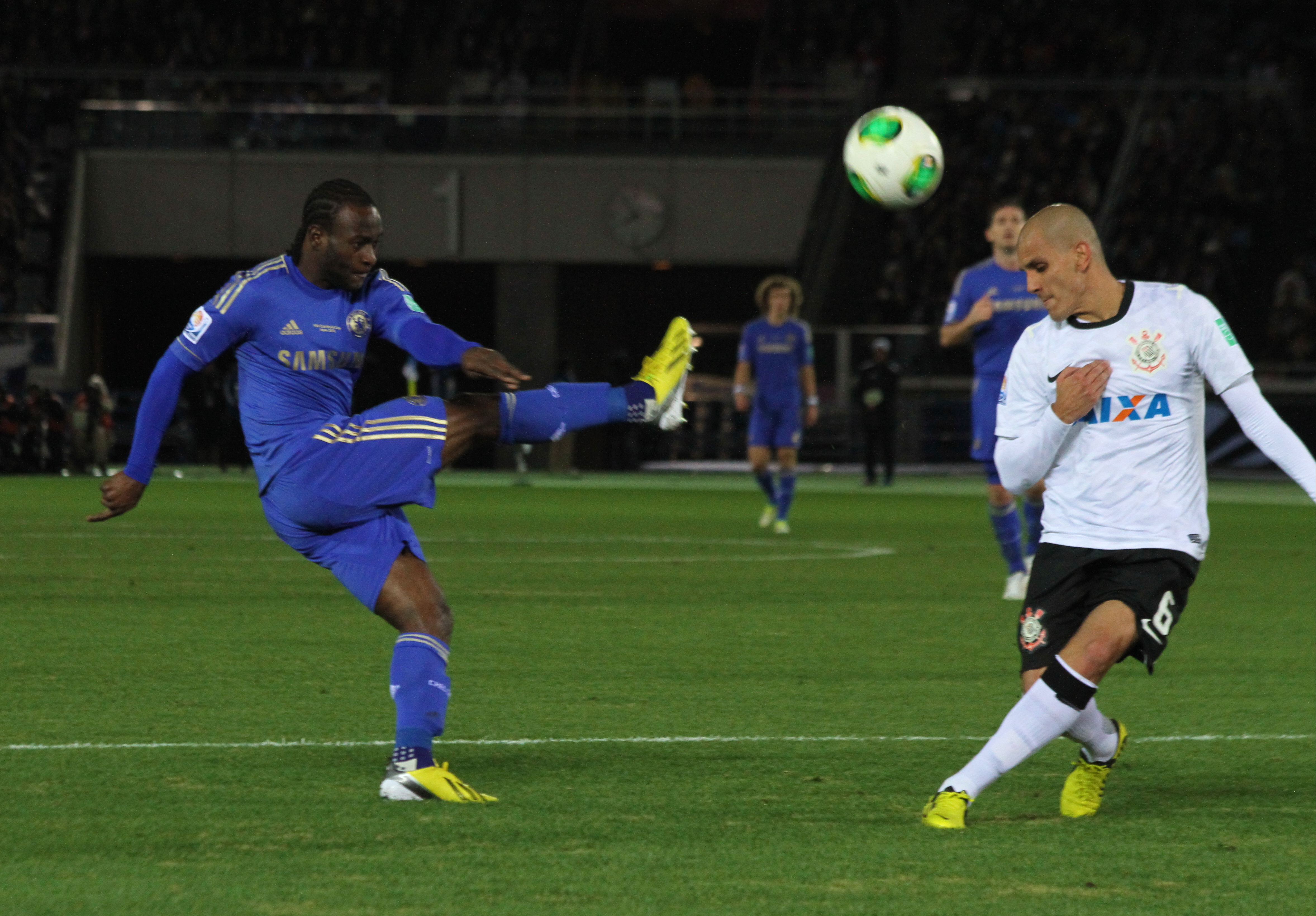
Мозес (слева) в составе «Челси» в декабре 2012 года

24 августа 2012 года «Уиган Атлетик» наконец-то принял предложение лондонского «Челси» о покупке Виктора Мозеса после четырёх неудачных попыток его приобретения, трансфер 21-летнего игрока сборной Нигерии оценивался примерно в 10 миллионов евро. 15 сентября 2012 года дебютировал за «Челси» в матче 4-го тура чемпионата Англии против «Куинз Парк Рейнджерс» (0:0) выйдя на замену на 58-й минуте матча. 3 ноября 2012 года в матче 10-го тура чемпионата Англии против «Суонси Сити» (1:1) на 61-й минуте забил свой первый мяч за «пенсионеров». В сезоне 2012/13 провёл за «Челси» 43 матча и забил 10 мячей. 15 мая 2013 гола в финале Лиги Европы в Амстердаме против «Бенфики» (2:1) Мозес остался в запасе (тренер лондонского клуба Рафаэль Бенитес не сделал ни одной замены в матче).
1 сентября 2015 года Мозес подписал новый четырёхлетний контракт с «Челси».

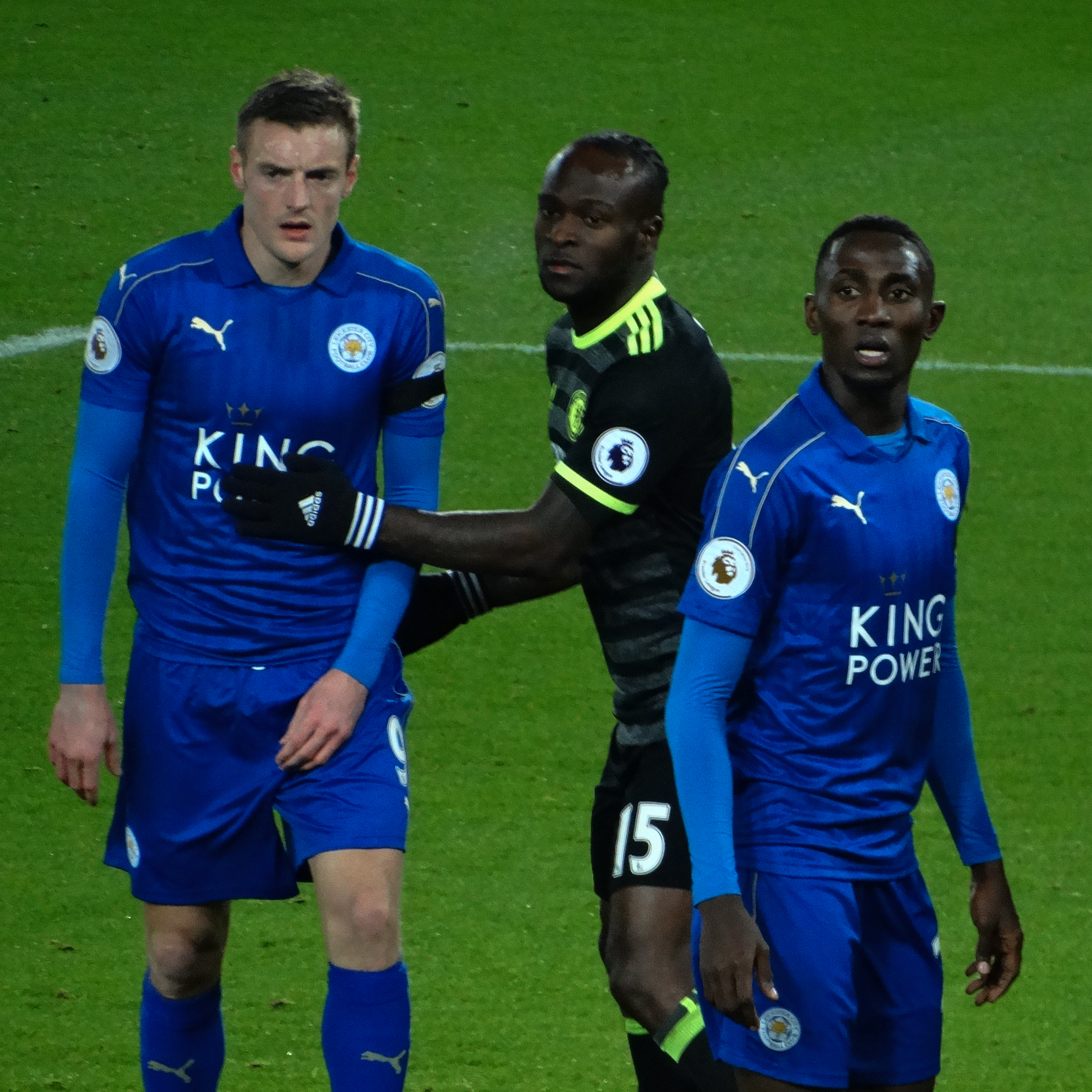
Мозес (в середине) в составе «Челси» в матче против «Лестер Сити» в январе 2017 года

После прихода в 2016 году на должность главного тренера Антонио Конте, который использует схему 3-4-3, Мозес вернул былую форму, и стал твёрдым игроком стартового состава «Челси». В сезоне 2016/17, в котором лондонский клуб стал чемпионом Англии, Мозес сыграл за «Челси» 40 матчей во всех турнирах и забил 4 мяча. 1 марта 2017 года «Челси» и Мозес продлили контракт до лета 2021 года, прежний контракт истекал летом 2019 года. В сезоне 2017/18 сыграл 38 матчей и забил 4 мяча. 19 мая 2018 года Мозес отыграл все 90 минут в победном для «Челси» финале Кубка Англии против «Манчестер Юнайтед» (1:0). В сезоне 2018/19 сыграл за лондонский клуб 6 матчей.

#### Аренды в английские клубы
2 сентября 2013 года на правах аренды перешёл в «Ливерпуль» на один сезон. 16 сентября 2013 года дебютировал за «Ливерпуль» в матче 1-го тура чемпионата Англии против «Суонси Сити» (2:2) выйдя в стартовом составе, в этом же матче забил свой первый и единственный мяч в чемпионате. Всего за «Ливерпуль» в сезоне 2013/14 провёл 22 матча и забил 2 мяча.
16 августа 2014 года на правах аренды перешёл в «Сток Сити» на один сезон. Дебютировал за «Сток Сити» 30 августа 2014 года в матче 1-го тура чемпионата Англии против «Манчестер Сити» (1:0) выйдя в стартовом составе. 1 ноября 2014 года в матче 10-го тура чемпионата Англии против «Вест Хэм Юнайтед» (2:2) на 33-й минуте матча забил свой первый мяч за «Сток». Всего за «Сток Сити» в сезоне 2014/15 провёл 23 матча и забил 4 мяча.

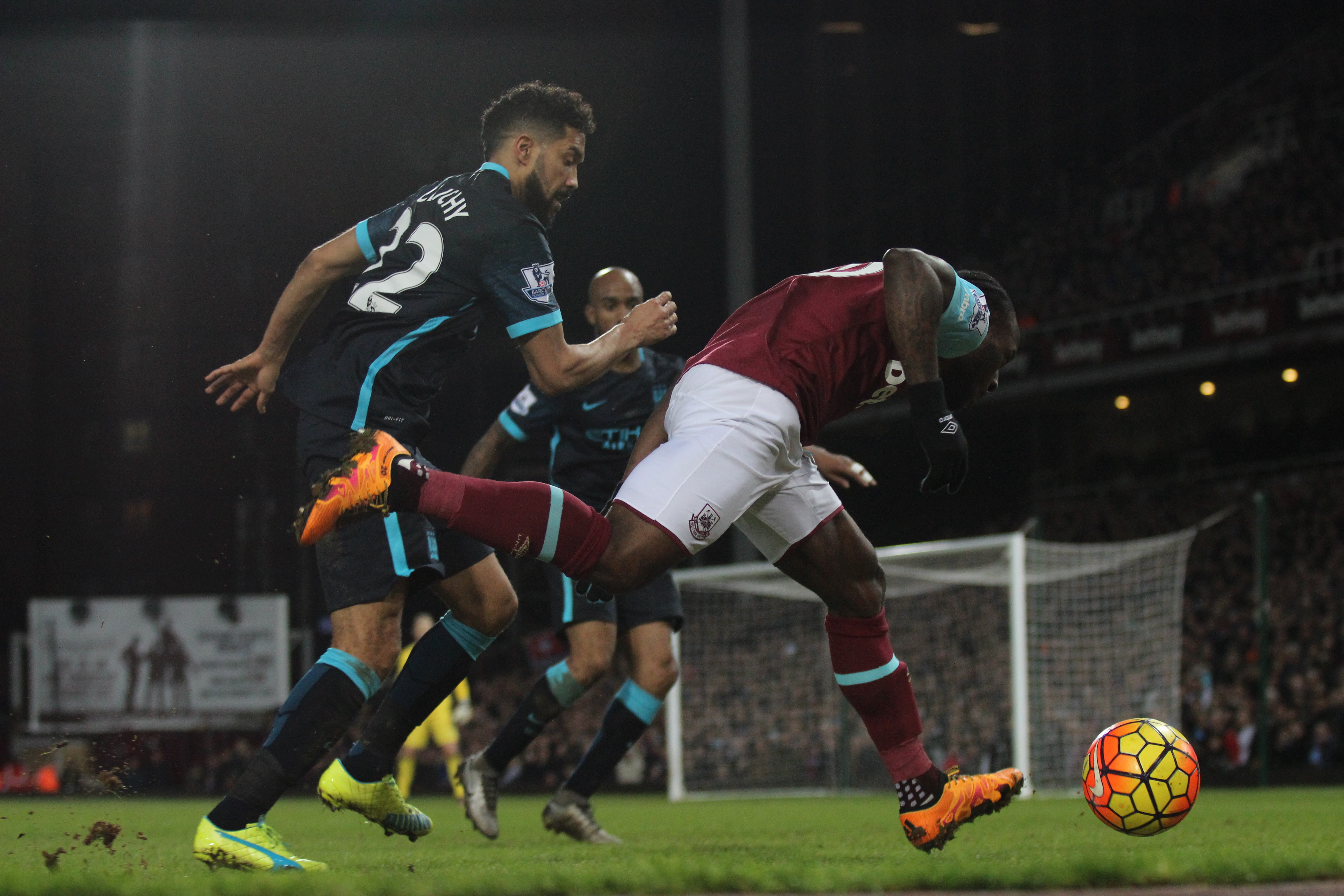
Мозес (справа) в составе «Вест Хэма» в январе 2016 года

1 сентября 2015 года перешёл в клуб «Вест Хэм Юнайтед», выступающий в Премьер-лиге, на правах аренды сроком на один сезон. 14 сентября дебютировал за «молотков», выйдя в основном составе на матч 5-го тура Премьер-лиги против «Ньюкасл Юнайтед» (2:0), провёл на поле 87 минут. 19 сентября, забил первый мяч за «Вест Хэм Юнайтед» на 6-й минуте в матче против «Манчестер Сити» (2:1). Всего за «Вест Хэм» в сезоне 2015/16 провёл 26 матчей и забил 2 мяча.

#### Аренды в «Фенербахче» и «Интернационале»
В январе 2019 года был арендован турецким «Фенербахче» сроком на 18 месяцев. Дебютировал за «Фенербахче» 28 января 2019 года в матче 19-го тура чемпионата Турции против «Ени Малатьяспора» (3:2) выйдя на замену на 66-й минуте матча. 1 февраля 2019 года забил свой первый мяч в матче чемпионата Турции против «Гёзтепе» (2:0). В мае забил по мячу в двух последних турах чемпионата Турции. С 4 голами в 14 матчах стал третьим бомбардиром команды в сезоне, в котором «Фенербахче» занял только шестое место в чемпионате. Часть сезона 2019/20 пропустил из-за травмы, срок аренды был сокращён до одного года и всего в этом сезоне сыграл 7 матчей и забил 1 мяч. Всего за стамбульский клуб сыграл 23 матча и забил 5 мячей.
23 января 2020 года перешёл на правах аренды в итальянский «Интернационале», главным тренером которого был Антонио Конте. Дебютировал в составе «Интера» уже 29 января 2020 года в матче кубка Италии против «Фиорентины» (2:1) выйдя на замену на 74-й минуте матча. В чемпионате Италии дебютировал 2 февраля 2020 года в матче 22-го тура против «Удинезе» (2:0) выйдя в стартовом составе и проведя на поле 83 минуты. Всего сыграл за миланский клуб 20 матчей, не забив ни разу.

#### Аренда в «Спартак» (Москва)

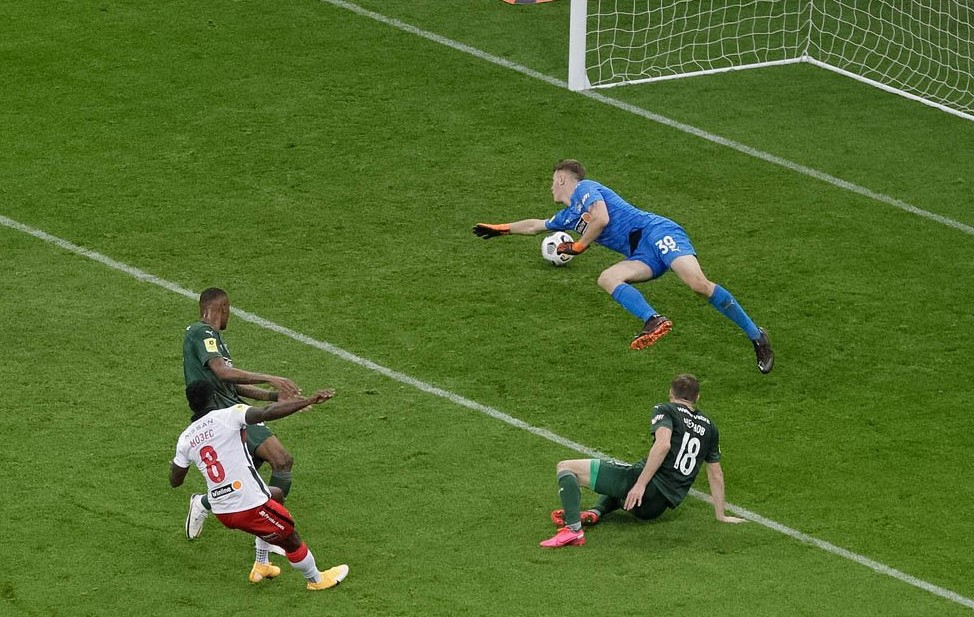
Мозес (в белой футболке, № 8) забивает свой первый мяч за «Спартак» в матче против «Краснодара» (3:1)

15 октября 2020 года перешёл на правах аренды в московский «Спартак», арендное соглашение было рассчитано до конца сезона 2020/21 с возможностью выкупа трансфера игрока. 16 октября 2020 года состоялась презентация игрока, в новом клубе Виктор выбрал себе 8-й игровой номер, в этот же день провёл первую тренировку в «Спартаке».
Дебютировал за «Спартак» 17 октября 2020 в гостевом матче 11-го тура чемпионата России против подмосковных «Химок» (3:2), выйдя на замену на 55-й минуте матча вместо Наиля Умярова, на следующие сутки после прилёта в Москву. Свой дебютный мяч за московский клуб Мозес забил в своём втором матче, 24 октября 2020 года в гостевом матче 12-го тура чемпионата России против «Краснодара» (3:1) с передачи Эсекьеля Понсе на 33-й минуте.
13 марта 2021 года в гостевом матче 22-го тура чемпионата России против московского «Динамо» (2:1) на 30-й минуте матча с передачи Александра Соболева забил свой второй мяч за «Спартак», но уже на 40-й минуте был вынужден покинуть поле из-за травмы. 16 мая 2021 года в гостевом матче 30-го тура чемпионата России против «Ахмата» (2:2) на 83-й минуте с передачи Александра Соболева сравнял счёт в матче, помог «Спартаку» занять второе место и выйти в квалификацию Лиги чемпионов.
Всего в сезоне 2020/21 провёл за «Спартак» 20 матчей во всех турнирах, забил четыре мяча и сделал две голевые передачи. По итогам сезона завоевал со «Спартаком» серебряные медали чемпионата. После окончания сезона, «красно-белые» сообщили, что обязаны выкупить контракт Мозеса у «Челси», так как клуб финишировал в тройке — эти условия были прописаны изначально.

### «Спартак» (Москва)

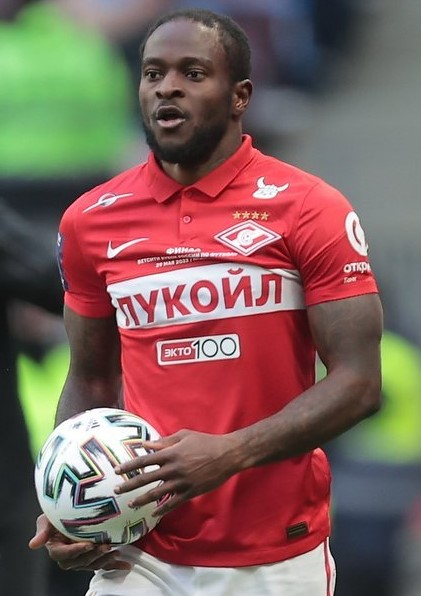
Мозес в 2022 году

#### Сезон 2021/22
2 июля 2021 года подписал контракт со «Спартаком» сроком до 31 мая 2023 года. 4 ноября 2021 года в матче 4-го тура Лиги Европы против «Лестера» (1:1) забил свой первый мяч в сезоне, замкнув головой передачу Михаила Игнатова. 4 декабря 2021 года в матче 17-го тура против «Ахмата» (2:1) Мозес забил свой первый мяч в чемпионате России в сезоне. 10 февраля 2022 года продлил контракт со «Спартаком» до лета 2024 года. 7 мая 2022 года забил свой второй мяч в сезоне в чемпионате России в матче 28-го тура против «Урала» (3:1), отличившись на 30-й минуте. Всего за «Спартак» в сезоне 2021/22 провёл во всех турнирах 34 матча и забил три мяча, а также завоевал вместе с командой Кубок России (в финале сыграл все 90 минут).

#### Сезон 2022/23
Первый матч в сезоне 2022/23 провёл 16 июля 2022 года во встрече 1-го тура чемпионата России против «Ахмата» (1:1), в котором вышел на 77-й минуте и на 83-й минуте забил свой первый мяч в сезоне, тем самым помог «Спартаку» не проиграть. 23 июля 2022 года в матче 2-го тура чемпионата России забил четвёртый мяч «Спартака» в победном матче против «Краснодара» в гостях (4:1). 6 августа 2022 года в матче 3-го тура чемпионата России против «Урала» (2:0) вышел в стартовом составе, но на 33-й минуте покинул поле на носилках. 8 августа 2022 года прошёл обследование, которое выявило у Мозеса повреждение ахиллова сухожилия, требующее операции. 17 августа 2022 года перенёс операцию в Германии, на восстановление потребуется около шести месяцев. 23 августа 2022 года приступил к тренировкам в тренажёрном зале. Первый матч после травмы провёл 1 апреля 2023 года в матче 21-го тура чемпионата России против «Ахмата» (0:0), выйдя на 61-й минуте вместо Михаила Игнатова. В сезоне 2022/23 провёл за клуб 11 матчей во всех турнирах, забил два мяча и стал бронзовым призёром чемпионата России.

#### Сезон 2023/24
Первый матч в сезоне 2023/24 провёл 23 июля 2023 года во встрече 1-го тура чемпионата России против «Оренбурга» (3:2), в котором вышел в стартовом составе и на 45-й минуте матча с передачи Квинси Промеса забил свой первый мяч в сезоне. По ходу сезона частые травмы мешали Мозесу регулярно выходить на поле. 19 мая 2024 года «Спартак» объявил об уходе Мозеса по окончании сезона 2023/24 в связи с истечением контракта. С красно-белыми полузащитник стал обладателем серебряной и бронзовой медалей чемпионата России, выиграл Кубок страны, вышел в плей-офф Лиги Европы. Всего за «Спартак» провёл во всех турнирах 84 матча, в которых забил 10 мячей и отдал 10 голевых передач.

### «Лутон Таун»
10 сентября 2024 года на правах свободного агента перешёл в английский клуб «Лутон Таун», выступающий в Чемпионшипе. Дебютировал за клуб 21 сентября 2024 года в матче 6-го тура Чемпионшипа против клуба «Шеффилд Уэнсдей» (2:1), выйдя на 83-й минуте встречи вместо Элайджа Адебайо. Единственный мяч за «Лутон» забил 27 сентября 2024 года в матче 7-го тура Чемпионшипа против клуба «Плимут Аргайл» (1:3), отличившись на 71-й минуте встречи с передачи Алфи Даути. Всего в сезоне 2024/25 провёл 18 матчей и забил один мяч. В июне 2025 года покинул «Лутон Таун» в связи с окончанием срока контракта.

## Карьера в сборных

### Англия
Несмотря на рождение в Нигерии, Мозес изначально выбрал сборную Англии до 16 лет. В 2005 году он ездил с командой на чемпионат Европы до 17 лет, на котором Мозес забил мяч (единственный гол в полуфинале в матче с Францией). Тем же летом команда отправилась в Южную Корею на чемпионат мира по футболу среди юношеских команд 2007 года. Виктор в матчах группы забил 3 раза, но получил травму в игре с Бразилией, которая выбила его из соревнований. Команда Мозеса продолжала путь до стадии четвертьфинала. После этого турнира Мозес перешёл в команду в возрасте до 18 лет. Его команда поехала на чемпионат Европы до 19 лет в Чехии. Сыграв два матча и отдав одну голевую передачу, его команда не вышла из группы. Мозес был переведён в сборную Англии до 21 года в начале сезона 2010/11 в Премьер-лиге и дебютировал в матче против Узбекистана.

### Нигерия

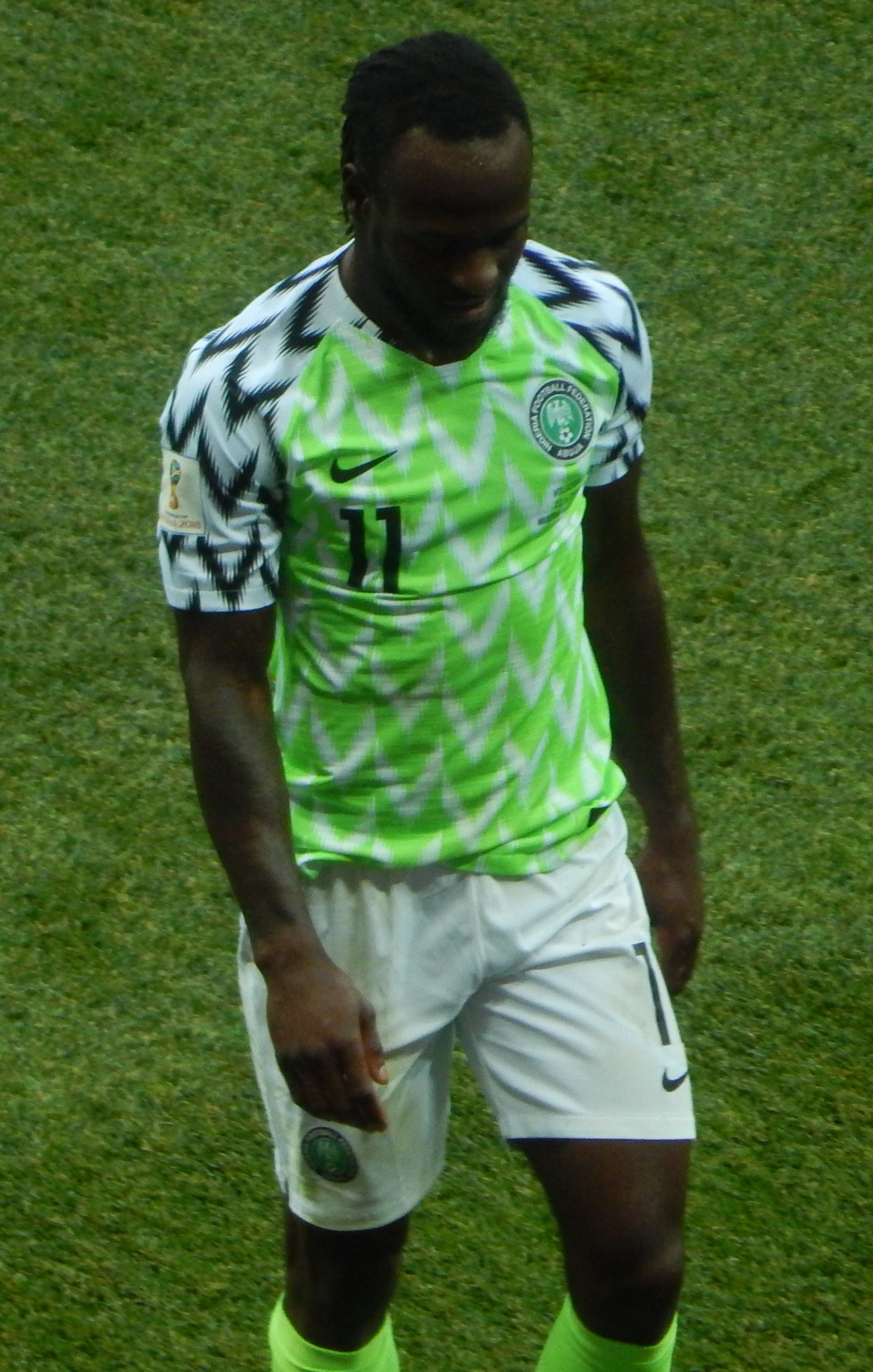
Мозес на чемпионате мира 2018 года

Мозес был вызван в сборную Нигерии, чтобы играть против Гватемалы в феврале 2011 года, но товарищеский матч был отменён. Вскоре он принял вызов, в марте 2011 года для игры в сборной Нигерии против Эфиопии и Кении. Однако так и не смог сыграть из-за того, что до этого играл за молодёжную сборную Англии и ещё не успел оформить себя как игрок сборной Нигерии.
1 ноября 2011 года было объявлено, что ФИФА дала разрешение Мозесу играть за сборную Нигерии.
Попал в состав сборной на Кубок африканских наций 2013 года. В первом матче группового этапа Виктор участия не принял, однако в двух последующих появлялся на поле с первых минут. В матче против сборной Эфиопии сумел забить два гола с пенальти, которые сам же и заработал. В финале против сборной Буркина-Фасо Мозес сыграл все 90 минут, нигерийцы победили со счётом 1:0, третий раз в истории выиграв Кубок африканских наций. По итогам турнира Виктор был включён в символическую сборную, а также получил приз Fair Play.
На чемпионате мира 2014 года вышел в стартовом составе в первом матче против сборной Ирана (0:0) и был заменён на 52-й минуте. Матчи групповой стадии против Боснии и Герцеговины и Аргентины Мозес пропустил. В 1/8 финала Виктор вышел в стартовом составе в матче против сборной Франции (0:2) и был заменён на 89-й минуте.
12 ноября 2016 года сделал дубль в ворота сборной Алжира в отборочном матче чемпионата мира 2018 года (3:1). 1 сентября 2017 года забил мяч Камеруну в отборочном матче ЧМ 2018.
На чемпионате мира 2018 года сыграл без замен все три матча сборной Нигерии против Хорватии (0:2), Исландии (2:0) и Аргентины (1:2), забив мяч с пенальти в ворота Аргентины в Санкт-Петербурге. Нигерийцы заняли третье место в группе D и не вышли в плей-офф.
15 августа 2018 года завершил международную карьеру. 8 декабря 2021 года, после трёхлетнего перерыва, Мозес дал согласие на возвращение в стан национальной команды Нигерии.

## Статистика выступлений

### Клубная
| Выступление        | Выступление      | Выступление      | Лига | Лига | Кубок страны | Кубок страны | Кубок лиги | Кубок лиги | Еврокубки | Еврокубки | Прочие | Прочие | Итого | Итого |
| Клуб               | Лига             | Сезон            | Игры | Голы | Игры         | Голы         | Игры       | Голы       | Игры      | Голы      | Игры   | Голы   | Игры  | Голы  |
| ------------------ | ---------------- | ---------------- | ---- | ---- | ------------ | ------------ | ---------- | ---------- | --------- | --------- | ------ | ------ | ----- | ----- |
| Кристал Пэлас      | Чемпионшип       | 2007/08          | 13   | 3    | 1            | 0            | 0          | 0          | —         | —         | 2      | 0      | 16    | 3     |
| Кристал Пэлас      | Чемпионшип       | 2008/09          | 27   | 2    | 3            | 0            | 2          | 0          | —         | —         | 0      | 0      | 32    | 2     |
| Кристал Пэлас      | Чемпионшип       | 2009/10          | 18   | 6    | 1            | 0            | 2          | 0          | —         | —         | 0      | 0      | 21    | 6     |
| Кристал Пэлас      | Итого            | Итого            | 58   | 11   | 5            | 0            | 4          | 0          | —         | —         | 2      | 0      | 69    | 11    |
| Уиган Атлетик      | Премьер-лига     | 2009/10          | 14   | 1    | 0            | 0            | 0          | 0          | —         | —         | —      | —      | 14    | 1     |
| Уиган Атлетик      | Премьер-лига     | 2010/11          | 21   | 1    | 2            | 0            | 3          | 1          | —         | —         | —      | —      | 26    | 2     |
| Уиган Атлетик      | Премьер-лига     | 2011/12          | 38   | 6    | 1            | 0            | 0          | 0          | —         | —         | —      | —      | 39    | 6     |
| Уиган Атлетик      | Премьер-лига     | 2012/13          | 1    | 0    | 0            | 0            | 0          | 0          | —         | —         | —      | —      | 1     | 0     |
| Уиган Атлетик      | Итого            | Итого            | 74   | 8    | 3            | 0            | 3          | 1          | —         | —         | —      | —      | 80    | 9     |
| Челси              | Премьер-лига     | 2012/13          | 23   | 1    | 5            | 2            | 3          | 2          | 10        | 5         | 2      | 0      | 43    | 10    |
| Челси              | Премьер-лига     | 2015/16          | 0    | 0    | 0            | 0            | 0          | 0          | 0         | 0         | 1      | 0      | 1     | 0     |
| Челси              | Премьер-лига     | 2016/17          | 34   | 3    | 4            | 0            | 2          | 1          | —         | —         | —      | —      | 40    | 4     |
| Челси              | Премьер-лига     | 2017/18          | 28   | 3    | 3            | 0            | 2          | 0          | 4         | 0         | 1      | 1      | 38    | 4     |
| Челси              | Премьер-лига     | 2018/19          | 2    | 0    | 0            | 0            | 1          | 0          | 2         | 0         | 1      | 0      | 6     | 0     |
| Челси              | Итого            | Итого            | 87   | 7    | 12           | 2            | 8          | 3          | 16        | 5         | 5      | 1      | 128   | 18    |
| → Ливерпуль        | Премьер-лига     | 2013/14          | 19   | 1    | 2            | 1            | 1          | 0          | —         | —         | —      | —      | 22    | 2     |
| → Ливерпуль        | Итого            | Итого            | 19   | 1    | 2            | 1            | 1          | 0          | —         | —         | —      | —      | 22    | 2     |
| → Сток Сити        | Премьер-лига     | 2014/15          | 19   | 3    | 2            | 1            | 2          | 0          | —         | —         | —      | —      | 23    | 4     |
| → Сток Сити        | Итого            | Итого            | 19   | 3    | 2            | 1            | 2          | 0          | —         | —         | —      | —      | 23    | 4     |
| → Вест Хэм Юнайтед | Премьер-лига     | 2015/16          | 21   | 1    | 4            | 1            | 1          | 0          | —         | —         | —      | —      | 26    | 2     |
| → Вест Хэм Юнайтед | Итого            | Итого            | 21   | 1    | 4            | 1            | 1          | 0          | —         | —         | —      | —      | 26    | 2     |
| → Фенербахче       | Суперлига        | 2018/19          | 14   | 4    | —            | —            | —          | —          | 2         | 0         | —      | —      | 16    | 4     |
| → Фенербахче       | Суперлига        | 2019/20          | 6    | 1    | 1            | 0            | —          | —          | —         | —         | —      | —      | 7     | 1     |
| → Фенербахче       | Итого            | Итого            | 20   | 5    | 1            | 0            | —          | —          | 2         | 0         | —      | —      | 23    | 5     |
| → Интернационале   | Серия A          | 2019/20          | 12   | 0    | 3            | 0            | —          | —          | 5         | 0         | —      | —      | 20    | 0     |
| → Интернационале   | Итого            | Итого            | 12   | 0    | 3            | 0            | —          | —          | 5         | 0         | —      | —      | 20    | 0     |
| → Спартак (Москва) | Премьер-лига     | 2020/21          | 19   | 4    | 1            | 0            | —          | —          | —         | —         | —      | —      | 20    | 4     |
| Спартак (Москва)   | Премьер-лига     | 2021/22          | 25   | 2    | 2            | 0            | —          | —          | 7         | 1         | —      | —      | 34    | 3     |
| Спартак (Москва)   | Премьер-лига     | 2022/23          | 10   | 2    | 1            | 0            | —          | —          | —         | —         | —      | —      | 11    | 2     |
| Спартак (Москва)   | Премьер-лига     | 2023/24          | 16   | 1    | 3            | 0            | —          | —          | —         | —         | —      | —      | 19    | 1     |
| Спартак (Москва)   | Итого            | Итого            | 70   | 9    | 7            | 0            | —          | —          | 7         | 1         | —      | —      | 84    | 10    |
| Лутон Таун         | Чемпионшип       | 2024/25          | 18   | 1    | —            | —            | —          | —          | —         | —         | —      | —      | 18    | 1     |
| Лутон Таун         | Итого            | Итого            | 18   | 1    | —            | —            | —          | —          | —         | —         | —      | —      | 18    | 1     |
| Всего за карьеру   | Всего за карьеру | Всего за карьеру | 381  | 46   | 35           | 5            | 19         | 4          | 25        | 6         | 7      | 1      | 467   | 62    |

1. ↑  2 матча в плей-офф Чемпионата Футбольной лиги, 1 матч в Суперкубке Англии и 2 матча на Клубном чемпионате мира

### Сборная

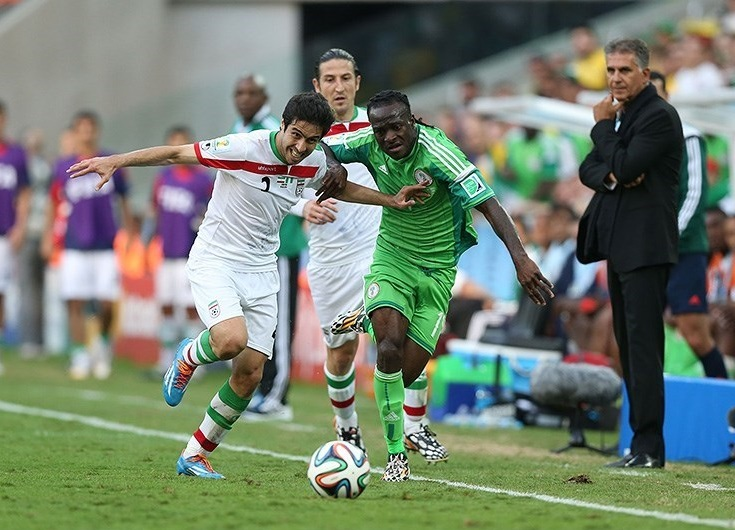
Мозес (в зелёном) в матче чемпионата мира 2014 года против Ирана

| Сборная          | Сезон            | Товарищеские | Товарищеские | Турниры | Турниры | Всего | Всего |
| Сборная          | Сезон            | Игры         | Голы         | Игры    | Голы    | Игры  | Голы  |
| ---------------- | ---------------- | ------------ | ------------ | ------- | ------- | ----- | ----- |
| Нигерия          | 2012             | 0            | 0            | 6       | 2       | 6     | 2     |
| Нигерия          | 2013             | 2            | 0            | 9       | 4       | 11    | 4     |
| Нигерия          | 2014             | 4            | 1            | 2       | 0       | 6     | 1     |
| Нигерия          | 2016             | 0            | 0            | 4       | 2       | 4     | 2     |
| Нигерия          | 2017             | 0            | 0            | 3       | 1       | 3     | 1     |
| Нигерия          | 2018             | 4            | 1            | 3       | 1       | 7     | 2     |
| Всего за карьеру | Всего за карьеру | 10           | 2            | 27      | 10      | 37    | 12    |

### Матчи и голы за сборную
| Матчи и голы Виктора Мозеса за сборную Нигерии | Матчи и голы Виктора Мозеса за сборную Нигерии | Матчи и голы Виктора Мозеса за сборную Нигерии | Матчи и голы Виктора Мозеса за сборную Нигерии | Матчи и голы Виктора Мозеса за сборную Нигерии | Матчи и голы Виктора Мозеса за сборную Нигерии |
| №                                              | Дата                                           | Оппонент                                       | Счёт                                           | Голы Мозеса                                    | Соревнование                                   |
| ---------------------------------------------- | ---------------------------------------------- | ---------------------------------------------- | ---------------------------------------------- | ---------------------------------------------- | ---------------------------------------------- |
| 1                                              | 29 февраля 2012                                | Руанда                                         | 0:0                                            | —                                              | Отборочные матчи КАН-2013                      |
| 2                                              | 3 июня 2012                                    | Намибия                                        | 1:0                                            | —                                              | Отборочные матчи ЧМ-2014                       |
| 3                                              | 9 июня 2012                                    | Малави                                         | 1:1                                            | —                                              | Отборочные матчи ЧМ-2014                       |
| 4                                              | 16 июня 2012                                   | Руанда                                         | 2:0                                            | —                                              | Отборочные матчи КАН-2013                      |
| 5                                              | 8 сентября 2012                                | Либерия                                        | 2:2                                            | —                                              | Отборочные матчи КАН-2013                      |
| 6                                              | 13 октября 2012                                | Либерия                                        | 6:1                                            | 2                                              | Отборочные матчи КАН-2013                      |
| 7                                              | 25 января 2013                                 | Замбия                                         | 1:1                                            | —                                              | Финальные матчи КАН-2013                       |
| 8                                              | 29 января 2013                                 | Эфиопия                                        | 2:0                                            | 2                                              | Финальные матчи КАН-2013                       |
| 9                                              | 3 февраля 2013                                 | Кот-д’Ивуар                                    | 2:1                                            | —                                              | Финальные матчи КАН-2013                       |
| 10                                             | 6 февраля 2013                                 | Мали                                           | 4:1                                            | —                                              | Финальные матчи КАН-2013                       |
| 11                                             | 10 февраля 2013                                | Буркина-Фасо                                   | 1:0                                            | —                                              | Финальные матчи КАН-2013                       |
| 12                                             | 23 марта 2013                                  | Кения                                          | 1:1                                            | —                                              | Отборочные матчи ЧМ-2014                       |
| 13                                             | 14 августа 2013                                | ЮАР                                            | 2:0                                            | —                                              | Товарищеский матч                              |
| 14                                             | 7 сентября 2013                                | Малави                                         | 2:0                                            | 1                                              | Отборочные матчи ЧМ-2014                       |
| 15                                             | 13 октября 2013                                | Эфиопия                                        | 2:1                                            | —                                              | Отборочные матчи ЧМ-2014                       |
| 16                                             | 16 ноября 2013                                 | Эфиопия                                        | 2:0                                            | 1                                              | Отборочные матчи ЧМ-2014                       |
| 17                                             | 18 ноября 2013                                 | Италия                                         | 2:2                                            | —                                              | Товарищеский матч                              |
| 18                                             | 5 марта 2014                                   | Мексика                                        | 0:0                                            | —                                              | Товарищеский матч                              |
| 19                                             | 28 мая 2014                                    | Шотландия                                      | 2:2                                            | —                                              | Товарищеский матч                              |
| 20                                             | 3 июня 2014                                    | Греция                                         | 0:0                                            | —                                              | Товарищеский матч                              |
| 21                                             | 7 июня 2014                                    | США                                            | 1:2                                            | 1                                              | Товарищеский матч                              |
| 22                                             | 16 июня 2014                                   | Иран                                           | 0:0                                            | —                                              | Финальные матчи ЧМ-2014                        |
| 23                                             | 30 июня 2014                                   | Франция                                        | 0:2                                            | —                                              | Финальные матчи ЧМ-2014                        |
| 24                                             | 24 марта 2016                                  | Египет                                         | 1:1                                            | —                                              | Отборочные матчи ЧМ-2018                       |
| 25                                             | 29 марта 2016                                  | Египет                                         | 0:1                                            | —                                              | Отборочные матчи ЧМ-2018                       |
| 26                                             | 3 сентября 2016                                | Танзания                                       | 1:0                                            | —                                              | Отборочные матчи КАН-2017                      |
| 27                                             | 12 ноября 2016                                 | Алжир                                          | 3:1                                            | 2                                              | Отборочные матчи ЧМ-2018                       |
| 28                                             | 1 сентября 2017                                | Камерун                                        | 4:0                                            | 1                                              | Отборочные матчи ЧМ-2018                       |
| 29                                             | 4 сентября 2017                                | Камерун                                        | 1:1                                            | —                                              | Отборочные матчи ЧМ-2018                       |
| 30                                             | 7 октября 2017                                 | Замбия                                         | 1:0                                            | —                                              | Отборочные матчи ЧМ-2018                       |
| 31                                             | 23 марта 2018                                  | Польша                                         | 1:0                                            | 1                                              | Товарищеский матч                              |
| 32                                             | 27 марта 2018                                  | Сербия                                         | 0:2                                            | —                                              | Товарищеский матч                              |
| 33                                             | 2 июня 2018                                    | Англия                                         | 1:2                                            | —                                              | Товарищеский матч                              |
| 34                                             | 6 июня 2018                                    | Чехия                                          | 0:1                                            | —                                              | Товарищеский матч                              |
| 35                                             | 16 июня 2018                                   | Хорватия                                       | 0:2                                            | —                                              | Финальные матчи ЧМ-2018                        |
| 36                                             | 22 июня 2018                                   | Исландия                                       | 2:0                                            | —                                              | Финальные матчи ЧМ-2018                        |
| 37                                             | 26 июня 2018                                   | Аргентина                                      | 1:2                                            | 1                                              | Финальные матчи ЧМ-2018                        |

Итого: 37 матчей / 12 голов; 17 побед, 12 ничьих, 8 поражений.

## Достижения
Командные
«Челси»
- Чемпион Англии: 2016/17
- Обладатель Кубка Англии: 2017/18
- Победитель Лиги Европы УЕФА: 2012/13

«Спартак»
- Обладатель Кубка России: 2021/22

Сборная Нигерии
- Обладатель Кубка африканских наций: 2013

Личные
- Приз за честную игру Кубка африканских наций: 2013